# Sainte-Florine
Sainte-Florine je naselje in občina v jugovzhodnem francoskem departmaju Haute-Loire regije Auvergne-Rona-Alpe. Leta 2012 je naselje imelo 3.072 prebivalcev.

## Geografija
Kraj leži v pokrajini Limagne 73 km severozahodno od Le Puy-en-Velaya.

## Uprava
Sainte-Florine je sedež leta 2014 ustanovljenega istoimenskega kantona, v katerega so poleg njegove vključene še občine Agnat, Autrac, Auzon, Azérat, Blesle, Chambezon, Champagnac-le-Vieux, Chassignolles, Espalem, Frugerès-les-Mines, Grenier-Montgon, Lempdes-sur-Allagnon, Léotoing, Lorlanges, Saint-Étienne-sur-Blesle, Saint-Hilaire, Saint-Vert, Torsiac, Vergongheon in Vézézoux z 11.161 prebivalci (v letu 2012).
Kanton Sainte-Florine je sestavni del okrožja Brioude.

## Zanimivosti
- župnijska cerkev sv. Florijane iz 17. stoletja,
- kapela sv. Florijane iz 18. stoletja,
- srednjeveški stolp, ostanek nekdanjega obzidja.